# Norges Ishockeyforbund
Norges Ishockeyforbund, bildat 18 september 1934, är ett idrottsförbund som anordnar ishockey på organiserad nivå i Norge.

### Fotnoter
1. ↑  ”International Ice Hockey Federation”. http://www.iihf.com/iihf-home/countries/norway.html. Läst 18 september 2011.